# Pectus excavatum
Pectus Excavatum é uma deformidade do tórax e osso esterno caracterizada por uma depressão do esterno e costelas na frente do tórax. O grau de severidade varia muito. A anomalia é conhecida entre os leigos como "peito de sapateiro", "peito escavado", "tórax escavado", entre outros.
Casos brandos causam apenas problema estético, mas em casos graves a deformidade prejudica funções cardíacas e respiratórias. Pacientes não tratados, especialmente jovens, experimentam efeitos psicológico-sociais negativos através de suas vidas, evitando atividades nas quais se dispensa o uso de camisa.
A condição geralmente se acentua durante o rápido crescimento dos ossos nos primeiros anos da adolescência. Muitos pacientes procuram tratamento cirúrgico devido à aparência do tórax.

## Ocorrências
A incidência de casos atinge 1 entre 300-400 habitantes, ou seja, aproximadamente 0,1% da população. É três vezes mais comum entre homens do que entre mulheres. 90% dos casos podem ser identificados desde o nascimento. É a anormalidade torácica congênita mais comum, sendo doze vezes mais comum que pectus carinatum. É mais comum entre pessoas da mesma família.

## Consequências psicológicas
Ocorrem devido aos desconfortos com os problemas estéticos que o pectus excavatum provoca, notadamente se manifesta assimetria da caixa torácica. Deficiências estéticas em geral podem trazer transtornos psicológicos, porém é agravante para o pectus excavatum o fato de que a deformidade se acentua na adolescência, fase onde questões estéticas denotam de grande preocupação por parte dos constituintes dessa faixa etária.
O desconforto com a própria estética pode levar a comportamentos que o paciente julga contornar a questão, o que pode afetar a personalidade, auto-estima, e hábitos como expor o tórax e optar por roupa que mascare a deformidade.

## Causas
As causas ainda não são totalmente esclarecidas.
A incidência dos pectus excavatum em pessoas sem nenhum outro caso familiar conhecido fortalece a possibilidade de uma causa externa (trauma ou pressão excessiva) ser a predominante na ocorrência de tal deformidade. A frequência de casos dentro de uma mesma família não basta para uma confirmação de influência genética, considerando-se que práticas familiares ou de qualquer pessoa com contato possam contribuir para a incidência de um trauma ou pressão excessiva. No entanto, é possível que o fator genético tenha alguma ou toda relevância na ocorrência da deformidade, de forma direta (predeterminação genética) ou indireta (facilitando sua ocorrência devido a alguma fragilidade predeterminada e/ou potencializando a deformidade devido à estrutura osteocartilaginosa e muscular do tórax). Há ainda a possibilidade de um próprio descuido da própria vítima da deformidade ter contribuído para a ocorrência de trauma ou pressão excessiva causando a doença.
A possível maior incidência desta doença em irmãos mais novos fortalece a teoria (muito mais provável) de que a totalidade ou quase totalidade dos casos desta deformidade seja causado por trauma ou pressão excessiva. Simples pesquisas de interrogatórios poderiam comprovar esta possibilidade.
Uma das possíveis causas das deformidades torácicas seria o distúrbio de crescimento de ossos e cartilagens que levam a um crescimento desproporcional do esterno e das cartilagens costais.
Problemas respiratórios na infância e período de formação óssea também seriam causadores. É possível que uma bronquite cause esse tipo de sequela quando o paciente ainda é um bebê.

## Consequências
A depender do grau de acentuação, funções cardíacas e respiratórias podem também ser prejudicadas. Também se observam problemas de postura por parte de pessoas atingidas pela anomalia.

## Tratamento
Práticas desportivas podem corrigir a postura, mas não corrigem o pectus excavatum. A correção pode ser obtida por meio de órteses e exercícios ou por técnicas cirúrgicas, entre estas, técnicas alternativas, como o uso de próteses.
Testes cardiológicos e respiratórios podem verificar se há ou não prejuízo significativo das funções cardíaca e pulmonares. Mesmo quando há prejuízo, não há consenso de que cirurgias sejam realmente eficazes para corrigí-los.
Os tratamentos cirúrgicos podem ser indicados para todos os tipos de pectus e podem ser realizados em qualquer idade (desde os 3 anos até os 70). Podem incluir desde próteses para preencher a área escavada, inserção de uma barra metálica para forçar o esterno para uma posição adequada, o uso de pressão negativa (vácuo) ou próteses de silicone duro.

### Órteses e exercícios
O método não-operatório (órteses torácicas dinâmicas + exercícios) chamado de método Dinâmico de Remodelação (método DR) é descrito por Haje e Haje. Em http://www.rbo.org.br/pdf/mai_jun_2009_02.pdf e http://www.pubmedcentral.nih.gov/articlerender.fcgi?artid=2532136 esses autores demonstram que correção e mesmo hipercorreção temporária de pectus carinatum e de pectus excavatum pode ocorrer com tal método e que um acompanhamento médico cuidadoso é necessário para êxito do tratamento.

### Cirurgias
Existem mais de 20 técnicas cirúrgicas descritas no mundo. Cada uma pode se adaptar melhor para um tipo de pectus. Portanto o ideal é que os cirurgiões conhecam bem todas as técnicas para poder escolher qual será a melhor ou para utilizar a associação de algumas delas. Quando além da deformidade torácica existe associação com algum defeito cardíaco ou pulmonar poderá haver necessidade de realizar uma cirurgia o mais breve possível para evitar complicações futuras.

#### Técnicas de osteocondroplastias
Trata-se de uma associação de técnicas cirúrgicas que visam a correção da deformidade do tórax. Podem ser utilizadas tanto nos pectus carinatum quanto no pectus excavatum e no misto.
A cirurgia deve ser realizada no centro cirúgico, sob anestesia geral (nao há necessidade de uso de hemoderivados). Realiza-se uma séria de ressecções das cartilagens costais defeituosas de ambos os lados do tórax (mantendo o seu pericôndrio). A seguir realiza-se a correção das curvaturas do osso esterno e das costelas. Ao final realiza-se o reimplante dos músculos e o fechamento da cicatriz cirúrgica utilizando técnicas de cirurgia plástica.
Essa cirurgia dá possibilidade de obtenção de bons resultados estéticos e funcionais para a maioria dos tipos de pectus  (excavatum, carinatum e misto), pois permite a correção das curvaturas de praticamente toda a parede torácica. A cirurgia é realizada em nível superficial do tórax (sem adentrar na cavidade torácica) e isso faz com que não existam grandes riscos.

#### Técnica de Ravitch (tradicional)
Trata-se de uma técnica invasiva que foi desenvolvida nos anos 1950. Envolve, grosso modo, a quebra das costelas ao longo do osso esterno e posterior reconstituição da parede torácica, portanto esterno, costelas e cartilagens. Dado o grau invasivo desse método, ele é recomendado somente a adultos ou adolescentes que tenham o osso esterno já enrijecido.

#### Técnica de Nuss

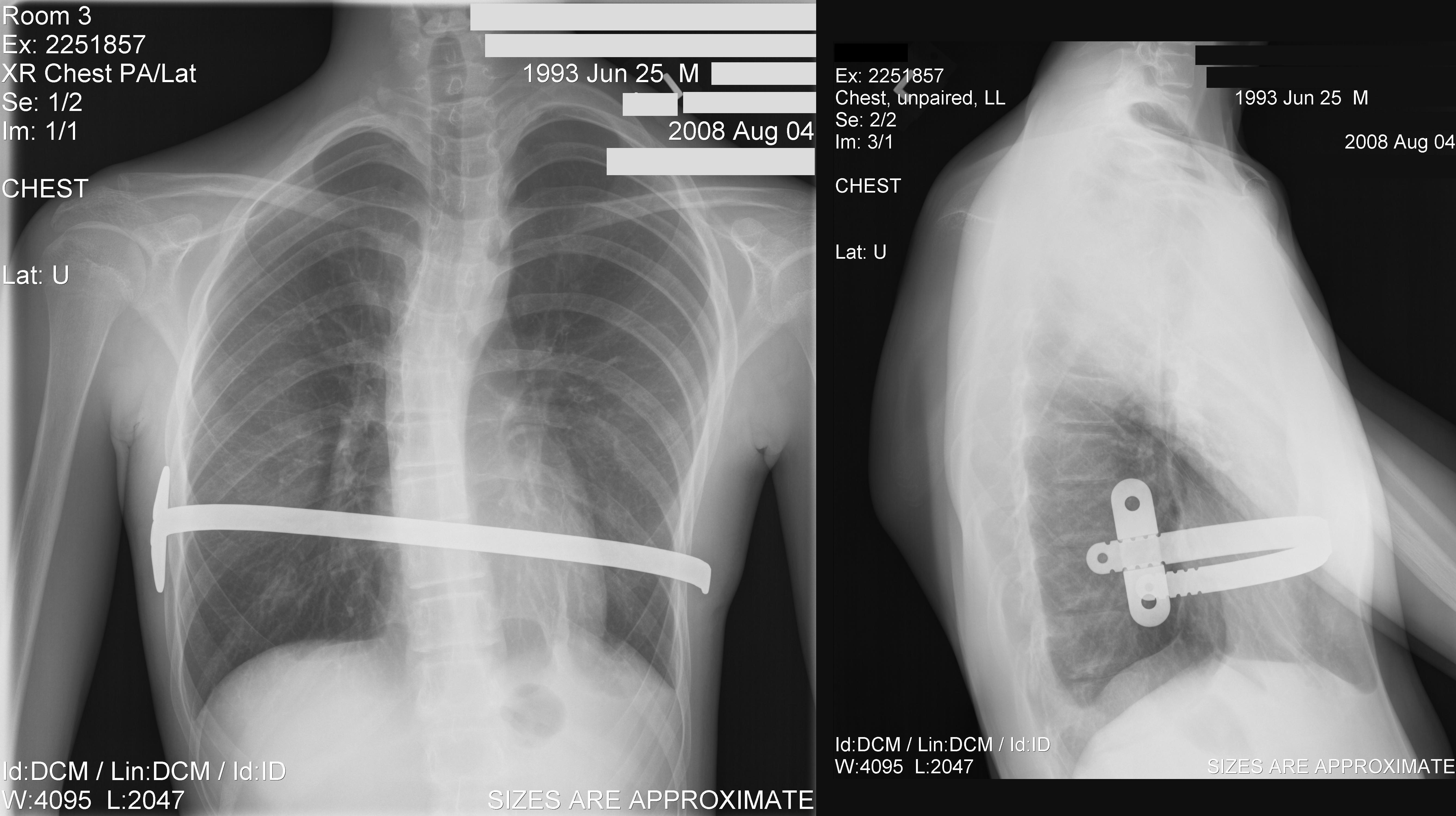
Raio-x de um menino de 15 anos de idade após ser submetido ao procedimento

A técnica de Nuss é assim chamada pois foi desenvolvida pelo Dr. Donald Nuss, nos Estados Unidos. Trata-se de uma técnica minimamente invasiva que envolve, basicamente, a colocação de uma barra na caixa torácica. A barra é girada, empurrando o esterno e corrigindo a deformidade. A permanência da barra no tórax varia de acordo com o caso, sendo o mínimo de um ano, geralmente chegando a três anos.
Essa técnica cirúrgica é mais recomendade para ser realizada em pessoas que apresentem um pectus em "funil" (quando apresenta grande afundamento em um único ponto do tórax). De preferência a pessoa deveria ter menos do que 16 anos de idade, pois nessa idade o tórax é mais maleável. Também tem sido utilizada em outros tipos de pectus podendo obter bons resultados.
Essa técnica tem sido erradamente chamada de minimamente invasiva, mas na realidade trata-se de uma técnica de colocação de uma barra cirúrgica dentro da cavidade torácica e que tem a função de empurrar os ossos do tórax para fora.
A cirurgia é realizada no centro cirúrgico, sob anestesia geral e quando bem indicada e bem executada dá bons resultados estéticos.

#### Técnica Magnetic Mini-Mover Procedure (3MP)
Durante mais de 50 anos, tórax escavado foi corrigida pelas
cirúrgias de reconstrução através da utilização de qualquer
uma das formas, procedimentos de Nuss ou Ravitch. Ambos procedimentos exigem grandes operações e internação (com dor intensa e constante no pós-operatório).
Em um esforço para tornar a operação tórax escavado melhor para os enfermos e suas famílias, foi desenvolvido um novo método para corrigir o Pectus Excavatum, deformidade de parede torácica. Com a Magnetic Mini - Mover Procedure (3MP), a deformação costeiras cartilagem é progressivamente reformada por uma controlada e progressiva  tração, "puxar", sobre a depressão esternal. Isto é conseguido com apenas uma mínima cirurgia e sem a necessidade de dolorosas implantados parede torácica pilares.
Dois ímãs, um dentro do peito e os outros fora do tórax, são usados para criar um campo magnético vigor que aplica uma força controlada e sustentada. O objetivo é promover a costela cartilagem de avançar para uma posição mais normal. Isto resulta em uma correção mais gradual do peito ao longo de um período de meses usando nominais vigor - é o mesmo princípio utilizado em passar dentes com chaves ortodontia.
Esta técnica foi desenvolvida pela UCSF - University of California, San Francisco
Nesse procedimento o paciente volta para casa no mesmo dia, após a cicatrização da micro-cirurgia ele começa o tratamento de elevação do esterno(osso do peito).

#### Técnica de Taulinoplastia (Pectus UP)
Correção mediante dispositivo externo dentro do tecido subcutâneo
Esta técnica desenvolvida em 2012, oferece uma cirurgia minimamente invasiva . Procedimento Cirúrgico: 1 .Incisão minimamente invasiva e colocação da placa por torascoscopia. 2. Perfuração do esterno do paciente. 3. Colocação da placa na posição desejada. 4. Adição do sistema de elevador. 4.Elevação do esterno para a posição correta e fixação da placa. 5.Retirar o sistema de elevador e fechar a incisão

## Curiosidades
Eric David Harris, um dos atiradores do Massacre de Columbine, nasceu com o Pectus Excavatum, mas depois passou por cirurgia aos 12 e 13 anos para tratar isso.